# Syzeuctus congoensis
Syzeuctus congoensis är en stekelart som först beskrevs av Pierre L. G. Benoit 1955.  Syzeuctus congoensis ingår i släktet Syzeuctus och familjen brokparasitsteklar. Inga underarter finns listade i Catalogue of Life.